# 成吉思汗 (电影)
《成吉思汗》（英語：The Conqueror，又译《征服者》）是一部美国好莱坞拍摄于1956年的伊士曼大银幕彩色电影。该片由经常出演西部片的男演员约翰·韦恩（饰演成吉思汗）、李·范克里夫与女星苏珊·海华主演。
1954年，本片剧组在美国犹他州沙漠中共拍摄了13个星期的外景，在接下来的30年中，220名剧组成员中有91人先后患上癌症。现被认为是1953年美国军方在内华达试验场进行的核试验产生的核辐射尘埃飘浮到犹他州的外景场地，导致剧组人员吸入大量核辐射尘埃所致。